# ASL Airlines France
Europe Airpost — французька авіакомпанія, що базується в Трамбле-ан-Франс (департамент Сен-Сен-Дені, регіон Іль-де-Франс). Здійснює поштові та вантажні перевезення для поштових служб (в основному в нічний час) і регулярні та чартерні пасажирські перевезення (як правило, для великих туроператорів) в денний час.

## Передісторія
Своїми коренями Europe Airpost сходить до легендарної французької авіакомпанії поштового Аеропосталь (Aéropostale).
В 1918 році в Тулузі, Франція П'єр-Жорж Латекоер (Pierre-Georges Latécoère) заснував компанію «Асоціація ліній Латекоера» (Société des Lignes Latécoère), також відому як Lignes Aériennes Latecoere або просто «Лінія» (La Ligne).
Між 1921 і 1927 «Лінія» працює під ім'ям «Головна компанія з аероперевозок» (Compagnie générale d entreprises aéronautiques).
У 1927 бізнесмен Марсель Буйу-Лафон (Marcel Bouilloux-Lafont) набуває у Латекоера 93% бізнесу і на цій основі створює «Генеральну компанію Аеропосталь» (Compagnie Générale Aéropostale), більш відому під короткою назвою «Аеропосталь» (Aéropostale).
Внаслідок глобальної кризи 1929 року Aéropostale ліквідується в 1931 і 1933 її активи набуває Air France, створена урядом Франції на основі чотирьох найбільших авіакомпаній країни.
У 1987 році Air France створює службу Intercargo Service, яка приймає на себе поштову діяльність легендарного піонера авіапошти компанії Aéropostale.
1989 рік. Intercargo Service перетворюється в Inter Ciel Service (ICS).
1991 рік. Air France на основі Inter Ciel Service спільно з групою La Poste, Air Inter і TAT створює компанію Société d Exploitation Aéropostale. Оснащена Quick-Change літаками, вона бере на себе від ICS повітряні перевезення пошти і вантажів у нічний час і здійснює пасажирські перевезення від імені Air France протягом дня. Згодом Air Inter і TAT виходять з участі в Société d Exploitation Aéropostale.

## Історія компанії
У 2000 році французька група La Poste набуває частку Air France в компанії і створює свій власний філіал для транспортування пошти та вантажів. На основі L Aéropostale виникає Europe Airpost.
2001 рік. Europe Airpost проходить сертифікацію і навчає своїх пілотів.
2003 рік. Створюється відділення бортпровідників, розвивається діяльність пасажирських перевезень.
2005 рік. Повітряні судна компанії надягають свої нові жовто-синьо-фіолетові лівреї.
2008 рік. Air Contractors набуває Europe Airpost. В результаті злиття створюється ASL Aviation Group, але повітряні судна зберігають свої лівреї і позивний.
2010 рік. Europe Airpost починає експлуатувати два повністю пасажирських Boeing 737-700.
2012 рік. Europe Airpost продовжує свою діяльність в сфері вантажних та чартерних пасажирських перевезень (останні в основному від імені великих туроператорів) у складі ASL Aviation Group.

## Флот

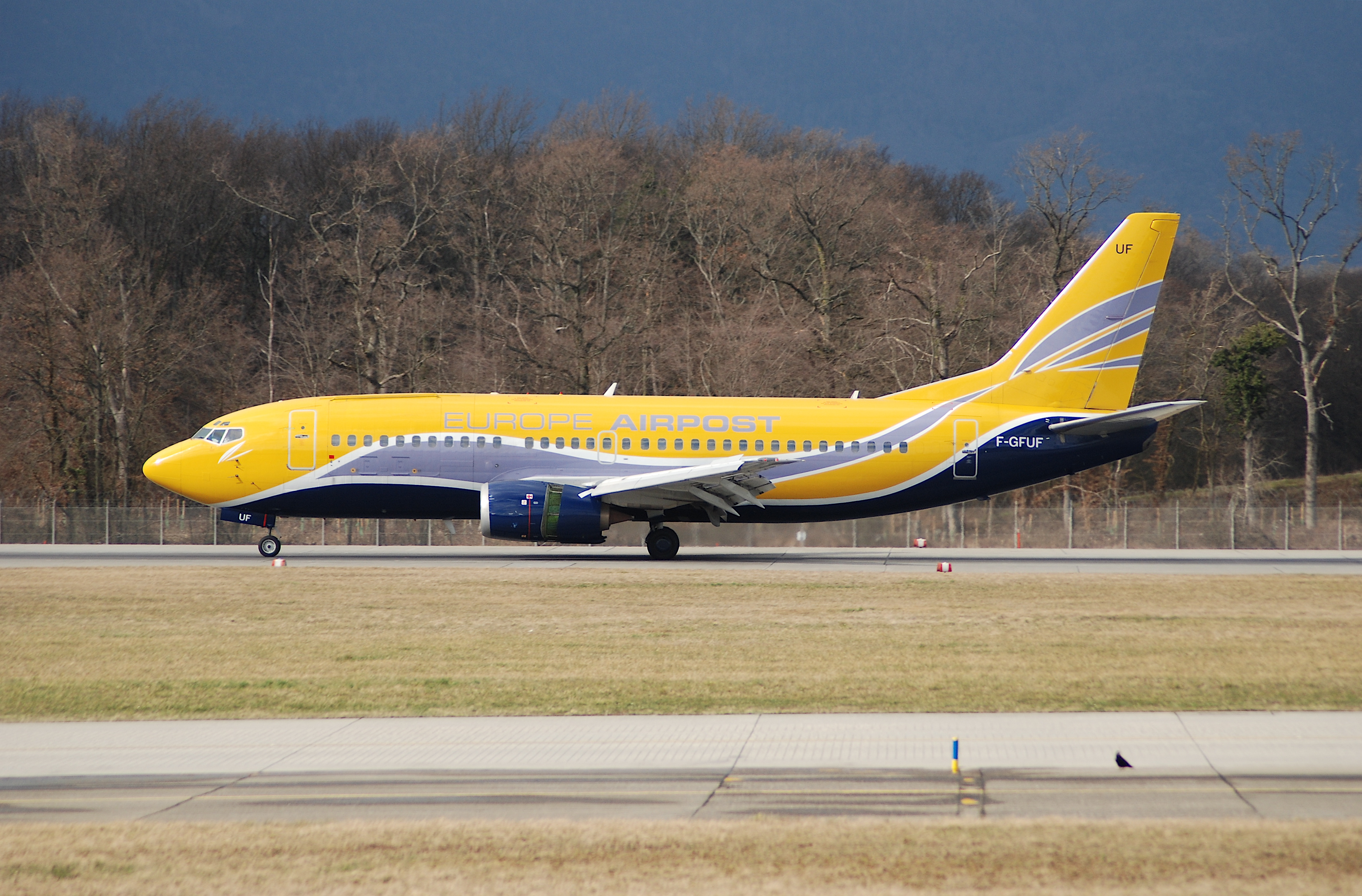
Boeing 737-300 авіакомпанії Europe Airpost

Флот Europe Airpost складається з (листопад 2012):
| Літак            | Кількість | Замовлено | Вантаж/Пасаж |
| ---------------- | --------- | --------- | ------------ |
| Boeing 737-300S  | 2         | 0         | вантаж       |
| Boeing 737-400S  | 2         | 0         | вантаж       |
| Boeing 737-300QC | 13        | 0         | вантаж/пас   |
| Boeing 737-700S  | 2         | 0         | пасаж        |
| Fokker 27S       | 4         | 0         | вантаж       |
| Всього           | 23        | 0         |              |

1. ↑  QC (Quick Change) - швидкоконвертовний (вантажний—пасажирський) варіант В737